# Holger Preißler
Holger Preißler (* 27. Oktober 1943 in Altmittweida, Landkreis Rochlitz; † 14. November 2006 in Leipzig) war ein deutscher Islamwissenschaftler und Religionshistoriker. Er lehrte als Professor am Religionswissenschaftlichen Institut der Universität Leipzig.

## Leben und Wirken
Preißler wuchs im sächsischen Altmittweida und in Birkenwerder bei Berlin auf. Nach dem Abschluss der Oberschule in Oranienburg 1962 studierte er Arabistik und Semitistik am Orientalischen Institut der Karl-Marx-Universität Leipzig (KMU). Nach seinem Abschluss als Diplom-Semitist arbeitete er von 1967 bis 1970 als Wissenschaftlicher Assistent in Leipzig. Von 1970 bis 1974 war er als Attaché und Übersetzer an der DDR-Botschaft in Syrien tätig. 
Nach seiner Rückkehr aus Syrien arbeitete Preißler wieder als Wissenschaftlicher Assistent für Alte Geschichte des Vorderen Orients, zugleich war er bis 1982 Wissenschaftlicher Sekretär der Sektion Afrika- und Nahostwissenschaften der KMU Leipzig. Zudem war er von 1978 bis 1983 Sekretär im Wissenschaftlichen Beirat für Asien-, Afrika-, und Lateinamerikawissenschaften beim Ministerium für das Hoch- und Fachschulwesen der DDR. Preißlers 1981 abgeschlossene Dissertationsschrift Abhängigkeitsverhältnisse in Südarabien in mittelsabäischer Zeit (1. Jahrhundert v. u. Z. – 4. Jahrhundert. u. Z.) wurde zugleich als Dissertation B (entspricht einer Habilitation) anerkannt.
Ab 1982 lehrte er als Dozent für Semitistik und Islamwissenschaft an der Universität Leipzig. 1985 wurde Preißler zum Professor für Religionsgeschichte an der Sektion Afrika- und Nahostwissenschaften in Leipzig berufen. Bis 1990 war er zudem stellvertretender Sektionsdirektor für Forschung. Von 1989 bis 1990 hatte er eine Gastprofessur an der Universität des Saarlandes inne. 
Nach der Wende und Wiedervereinigung, die auch eine Umstrukturierung und einen weitgehenden Personalwechsel an den ostdeutschen Universitäten brachte, konnte Preißler ab 1992 als Professor für Vorderorientalische Religionsgeschichte und Islamwissenschaften weiter an der Universität Leipzig lehren. Als zunächst kommissarischer Leiter und ab 1994 Geschäftsführender Direktor trug er maßgebliche Verantwortung für die Neugründung des Religionswissenschaftlichen Instituts und die Etablierung des Fachs an der Universität Leipzig. Von 1999 bis 2002 war er Dekan der Fakultät für Geschichte, Kunst- und Orientwissenschaften.

## Publikationen
Holger Preißler veröffentlichte über 100 Artikel in Fachzeitschriften, Sammelbänden und Lexika, schrieb Personenartikel und Lehrmaterialien und war Mitautor und Herausgeber mehrerer Bücher.
- Die Araber vor dem Islam; Erste Eroberungen; Machtkämpfe im Chalifat. In: Geschichte der Araber. Von den Anfängen bis zur Gegenwart. Band I. Berlin 1971, S. 14–64, S. 86–136.
- Der Bauer in der mittelalterlichen arabischen Literatur. In: Manfred Fleischhammer (Hrsg.): Arabische Sprache und Literatur im Wandel. Halle 1979, S. 183–194.
- Arabistik in Leipzig (vom 18.Jahrhundert bis zur Mitte des 20. Jahrhunderts). In: Progressive Traditionen der Orientalistik an der Universität Leipzig. Leipzig 1979, S. 87–105.
- (Übers.): Die Erlebnisse des syrischen Ritters Usama ibn Munqid. Unterhaltsames und Belehrendes aus der Zeit der Kreuzzüge. Kiepenheuer, Leipzig, Weimar 1981. Neuauflage: Beck, München 1985, ISBN 3-406-30379-X.
- Der Kampf des arabischen Volkes von Palästina um die Verwirklichung seines Selbstbestimmungsrechts (1945–1964). In: Geschichte der Araber. Von den Anfängen bis zur Gegenwart. Band V. Berlin 1981, S. 203–214.
- Holger Preißler & Martin Robbe (Hrsg.): Islamic Studies in the German Democratic Republic. Traditions – Positions – Findings. Akademie-Verlag, Berlin 1982.
- Syrien im Kampf um die Festigung seiner Unabhängigkeit. In: Geschichte der Araber. Von den Anfängen bis zur Gegenwart. Band VI. Berlin 1983, S. 6–45.
- Vom „Pfaffen Forster“ und den Arabern. In: Burchard Brentjes (Hrsg.): Marx und Engels zu Sozialstruktur und Ideologiegeschichte des Orients. Halle 1984, S. 82–93.
- mit Lothar Rathmann: Tradition in Bewegung. Die islamische Erneuerung in den Ländern des Nahen Ostens und Nordafrikas. Akademie-Verlag, Berlin 1986, ISBN 3-05-000057-0.
- mit Karl Melzer: Islamische Haltungen zur Entwicklung des Kapitalismus in arabischen Ländern. In: Günter Barthel, Helmut Nimschowski (Hrsg.): Die Araber an der Wende zum 21. Jahrhundert. Studien zu Evolution und Revolution in Nordafrika und Nahost. Berlin 1987, S. 47–61.
- Frühmittelalterliche Philosophie im islamischen Bereich. In: Ralf Moritz, Gerd-Rüdiger Hoffmann (Hrsg.): Wie und warum entstand Philosophie in verschiedenen Regionen der Erde. Berlin 1988, S. 167–193.
- The ancient heritage of the Middle East as reflected in the politics and culture of Arab countries. In: Günter Barthel, Gerhard Hoffmann (Hrsg.): Arab heritage and traditions – burden or challenge. Berlin 1989, S. 28–36.
- Friedrich Rückert und Heinrich Leberecht Fleischer – Beziehungen zwischen zwei Orientalisten. In: Friedrich Rückert. Dichter und Sprachgelehrter in Erlangen. Erlangen 1990, S. 23–34.
- mit Hubert Seiwert (Hrsg.): Gnosisforschung und Religionsgeschichte. Festschrift für Kurt Rudolph zum 65.Geburtstag. Diagonal, Marburg 1994, ISBN 3-927165-31-X.
- Leipziger Handschriften von Werken des Bagdader Predigers Abu 'l-Farag Ibn al-Gauzi (510–597/1116–1201). In: Dieter Bellmann (Hrsg.): Gedenkschrift Wolfgang Reuschel. Abhandlungen für die Kunde des Morgenlandes. Steiner, Stuttgart 1994, S. 217–223.
- Die Anfänge der Deutschen Morgenländischen Gesellschaft. In: Zeitschrift der Deutschen Morgenländischen Gesellschaft. Band 145, Heft 2, 1995, S. 241–327.
- Kontrast oder Parallele – Gottesdienst in anderen Kulturen und Religionen heute. Islamische Beispiele aus dem arabischen Nahen Osten. In: Reinhold Morath, Wolfgang Ratzmann (Hrsg.): Herausforderung Gottesdienst. Beiträge zur Liturgie und Spiritualität. Band 1. Evangelische Verlagsanstalt, Leipzig 1997, S. 23–34.
- „Vorzeichen der Stunde“ im sunnitischen Islam. In: Adam Jones (Hrsg.): Weltende. Beiträge zur Kultur- und Religionswissenschaft. Harrassowitz, Wiesbaden 1999, S. 165–182.
- Stimmen des Islam. Zwischen Toleranz und Fundamentalismus. Militzke, Leipzig 2002, ISBN 3-86189-250-2.
- Terror in der Geschichte des Nahen Ostens – Ausgewählte Beobachtungen. In: Georg Meggle (Hrsg.): Terror und der Krieg gegen ihn. Öffentliche Reflexionen. mentis, Berlin 2003, S. 181–190.
- Gräber und Begräbnisse in Baghdad. Zur öffentlichen Funeralkultur einer islamischen Metropole. In: Armenuhi Drost-Abgarjan, Jürgen Tubach in Verbindung mit Mohsen Zakeri (Hrsg.): Sprache, Mythen, Mythizismen. Festschrift für Walter Beltz zum 65. Geburtstag am 25. April 2000. Halle/Saale 2004, S. 675–690.
- Ehen richten sich nach Rechtshandbüchern – Muslime und Christen in gemeinsamen Ehen. In: Gottfried Hänisch (Hrsg.): Dein Gott und mein Gott. Biografien zwischen Religionen. Wartburg, Weimar 2005, S. 195–207.
- Ignaz Goldziher in Leipzig – Ein ungarischer Jude studiert Orientalistik. In: Leipziger Beiträge zur jüdischen Geschichte und Kultur. 3. Saur, Leipzig 2005, S. 293–315.
- Orientalische Studien in Leipzig vor Reiske. In: Hans-Georg Ebert, Thoralf Hanstein (Hrsg.): Johann Jacob Reiske – Leben und Wirkung. Ein Leipziger Byzantinist und Begründer der Orientalistik im 18. Jahrhundert. Evangelische Verlagsanstalt, Leipzig 2005, S. 19–43.